# Gouvernement Eden
Le gouvernement Eden (en anglais : Eden Ministry), est le 78e gouvernement du Royaume-Uni. Dirigé par le Premier ministre Anthony Eden, auparavant secrétaire d’État aux Affaires étrangères. Il débute le 6 avril 1955, à la suite de la démission de Winston Churchill et de son cabinet.
Royaume-Uni
Churchill III Macmillan I

## Histoire

### Formation
Le gouvernement Eden est formé à la suite de la démission et retraite de Winston Churchill, qui vient de fêter son quatre-vingtième anniversaire, et qui est toujours diminué physiquement à la suite d’un accident vasculaire cérébral qu’il a subi en 1953, le 5 avril 1955.
Anthony Eden, fidèle soutien et proche de l’ancien Premier ministre, est nommé à sa place dès le lendemain matin, après avoir été reçu par la reine Elizabeth II. Il devient le 43e Premier ministre du Royaume-Uni.

### Élections de 1955
Bien que disposant d’une majorité de 8 sièges à la suite des élections générales de 1951, le nouveau Premier ministre demande à la monarque de dissoudre la Chambre des communes afin d’y accroître sa majorité.
Les élections générales de 1955 voient une victoire importante pour le Parti conservateur de Eden, qui obtient 345 des 630 sièges de la Chambre des communes, soit une majorité de 29 sièges.

### Chute
À la suite de sa décision d’engager les troupes britanniques aux côtés de la France dans l’expédition militaire de Suez, Anthony Eden est forcé d’abandonner l’opération sous la pression américaine. 
Devenu très impopulaire à cause de la crise du canal de Suez, il démissionne et se retire de la vie politique le 9 janvier 1957, officiellement pour des raisons médicales, étant affaibli depuis 1953 par une mauvaise opération des voies biliaires. Son gouvernement sera remplacé par celui de Harold Macmillan.

## Composition

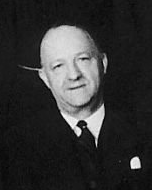
Rab Butler, chancelier de l’Échiquier entre avril et décembre 1955.
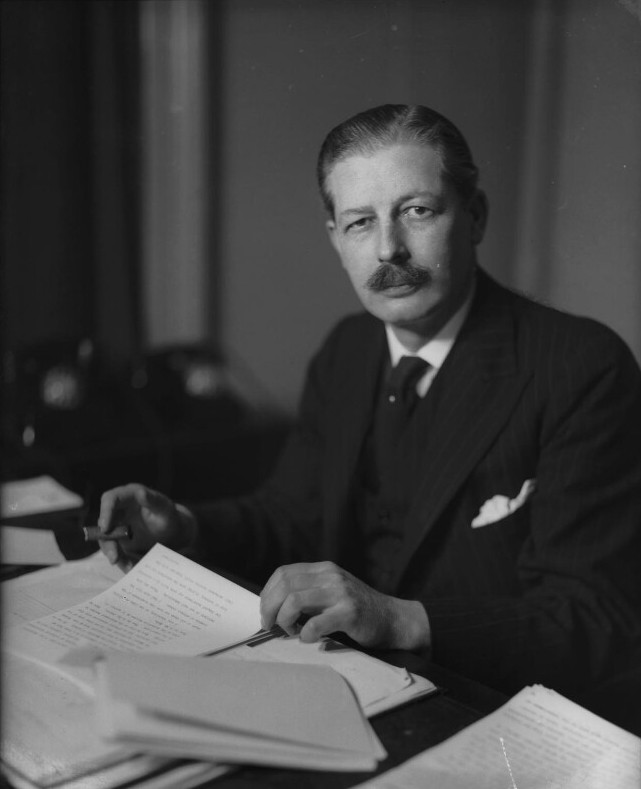
Harold Macmillan, secrétaire d’État aux Affaires Étrangères entre avril et décembre 1955.
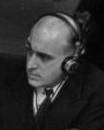
David Maxwell Fyfe, lord grand chancelier.

| Fonction                                                          | Titulaire | Titulaire                                       | Parti        |
| ----------------------------------------------------------------- | --------- | ----------------------------------------------- | ------------ |
| Premier ministre Premier lord du Trésor                           |           | Anthony Eden                                    | Conservateur |
| Lord grand chancelier                                             |           | David Maxwell Fyfe                              | Conservateur |
| Lord du sceau privé Leader de la Chambre des Communes             |           | Harry Crookshank                                | Conservateur |
| Lord président du Conseil Leader de la Chambre des Lords          |           | Robert Gascoyne-Cecil (5e marquis de Salisbury) | Conservateur |
| Chancelier de l’Échiquier                                         |           | Rab Butler                                      | Conservateur |
| Secrétaire d’État aux Affaires étrangères                         |           | Harold Macmillan                                | Conservateur |
| Secrétaire d’État à l’Intérieur Secrétaire aux affaires galloises |           | Gwilym Lloyd George                             | Conservateur |
| Secrétaire d’État aux Colonies                                    |           | Alan Lennox-Boyd                                | Conservateur |
| Secrétaire d'État aux Relations du Commonwealth                   |           | Alec Douglas-Home                               | Conservateur |
| Président du Conseil de Commerce                                  |           | Peter Thorneycroft                              | Conservateur |
| Secrétaire d'État de l'Air                                        |           | William Philip Sidney                           | Conservateur |
| Chancelier du duché de Lancastre                                  |           | Frederick Marquis (1er comte de Woolton)        | Conservateur |
| Secrétaire d'État à l'Éducation                                   |           | David Eccles                                    | Conservateur |
| Secrétaire d'État pour l'Écosse                                   |           | James Stuart                                    | Conservateur |
| Ministre de l’Agriculture, de la Pêche et de la Nourriture        |           | Derick Heathcoat-Amory                          | Conservateur |
| Secrétaire d'État à l'Emploi                                      |           | Walter Monckton                                 | Conservateur |
| Secrétaire d’État à la Défense                                    |           | Selwyn Lloyd                                    | Conservateur |
| Ministre du Logement et du Gouvernement Local                     |           | Duncan Sandys                                   | Conservateur |
| Ministre des Pensions et de l’Assurance Nationale                 |           | Osbert Peake                                    | Conservateur |
| Ministre des Travaux Publics                                      |           | Patrick Buchan-Hepburn                          | Conservateur |
| Trésorier Général                                                 |           | Walter Monckton (à partir de 1956)              | Conservateur |